# 吉田えり
吉田 えり（よしだ えり、1992年1月17日 - ）は、神奈川県横浜市出身の女子野球選手（投手）、指導者。愛称は「ナックル姫」。
夫は日本独立リーグ野球機構事務局長で、BCリーグ・福井ワイルドラプターズ球団社長を務めた小松原鉄平。

## 経歴
神奈川県川崎市生まれ。2つ上の兄の影響で横浜市立北山田小学校2年から野球を始め、横浜市立中川西中学校では軟式野球部で一塁手のレギュラーだった。3年時に部活を引退した後すぐに硬式野球を始め、父親の勧めで投手に転向した。
川崎北高に進学後は硬式野球部に入部したが、右手甲の炎症により5日で退部。男子との体力差を感じるようになったが、テレビで観たティム・ウェイクフィールドに注目し、自身もナックルボールを習得すれば男子と同じ土俵で野球を続けられるのではないかと考え、自宅地下の練習場で練習を続け小指を立ててボールに付けないウェイクフィールド独自の握り方でのナックルを習得。
高校の野球部退部後は社会人野球クラブチームの千葉熱血MAKING、西多摩倶楽部に所属。2008年9月からは女子クラブチームのアサヒトラストでプレーし、同年の全日本女子硬式クラブ野球選手権で3試合に登板した。

### 神戸9クルーズ
2008年11月の関西独立リーグの合同トライアウトに合格し、同リーグのドラフト会議で神戸9クルーズから7巡目で指名を受けた。12月2日に正式契約し、背番号は17となった。日本のプロ野球リーグ所属の女子選手としては日本女子野球連盟（1950年 - 1951年）以来、そして日本人初の「男子と同一チームでプレーする女子プロ野球選手」となった。当時まだ高校生だった吉田は、神戸入団にあたり、通信制の屋久島おおぞら高等学校に転学。サポート校のKTC中央高等学院の神戸キャンパスと横浜キャンパスに通い、のちに卒業している。
2009年3月27日に関西独立リーグ開幕戦の対大阪ゴールドビリケーンズ戦（京セラドーム大阪）で、9回裏から2番手としてリリーフとして初登板する。同年は先発1試合を含む11試合に登板、11回2/3を投げて0勝2敗、防御率4.63。10月に神戸9クルーズを退団し、「アメリカの球団からオファーがあった場合はそちらを優先する」という条件で12月にジャパン・フューチャーベースボールリーグの三重スリーアローズと入団合意。

### 米球界へ
2010年1月下旬から3月上旬までアメリカ・アリゾナ州で実施される「アリゾナウィンターリーグ」に参加。独立リーグ・ゴールデンベースボールリーグのチコ・アウトローズの目に留まり、同球団から正式にオファーを受け、一時帰国後に合意。5月7日に再渡米してチコ・アウトローズの入団会見を行い、翌8日からのキャンプに参加。5月29日の対ティフアナ・シマロンズ（メキシコ）戦にて先発し、公式戦初出場を果たした。3回を投げて5安打4失点であったが、打撃成績では初回第1打席満塁のチャンスで145 km/hの速球をライト前に打ち返し、初出場・初打席で初安打と初打点を記録した。この試合で使用したユニフォームとバットはニューヨーク州クーパーズタウンのアメリカ野球殿堂博物館に展示された。また所属するチコ・アウトローズの好意で、インターネットテレビJustin.tvで公式戦動画が配信された。この効果もあるが、小柄な身体で戦う姿に『ニューヨーク・タイムズ』紙もスポーツ面のトップに写真付きで吉田の記事を掲載するなど注目を集めた。一方でこの年の公式戦記録は先発で8試合登板、25回2/3を投げて0勝4敗、防御率は12.27と目立った活躍を見せることができず、特に被安打数の34を越える36四死球を与えるなど制球が安定しなかった。
2011年、前年に続きアリゾナ・ウィンターリーグに参加するも結果を残せず、リーグ終了後のドラフトでは指名がかからずに帰国。その後、4月11日より関西独立リーグの兵庫ブルーサンダーズに練習生として参加した後、6・7月にアメリカで行われるサマーリーグに日本人単独チーム「サムライ ALL JAPAN」のメンバーとして挑戦し、6月27日にサマーリーグでの初勝利を挙げた。7月20日、古巣のチコ・アウトローズに復帰したが、その直後の7月28日、チコと同リーグのマウイ・イカイカにトレードされた。8月9日に対エドモントン・キャピタルズ戦にてリーグ初勝利を挙げ、アイラ・ボーダーズに続き米独立リーグの女子選手として2人目の勝利投手となった。しかし、財政難に陥っていたマウイが8月16日にこのシーズンの残り試合を中止したことに伴い、選手も全員自由契約となったため、同24日に日本に帰国した。

### 関西独立リーグへの復帰
2012年1月31日、プロ入り以来3年ぶりに関西独立リーグの兵庫ブルーサンダーズに入団。5月3日の対紀州レンジャーズ戦において、5回1失点で初勝利、関西独立リーグ初の女性勝利投手となった。
6月からマウイに所属し、9日に8回途中2失点で勝利、契約満了に伴い9月から兵庫に再度所属。

### ベースボール・チャレンジ・リーグへ
2013年は、アメリカの独立リーグ・パシフィック・アソシエーションのマウイ・イカイカでプレーし、10試合に先発して2勝4敗、防御率5.98であった。その後パシフィック・アソシエーションが8月20日ごろで終了するため、2013年8月17日金沢市内で記者会見を行い、BCリーグに所属する石川ミリオンスターズに入団することを発表した。また、石川ミリオンスターズでは、選手と球団フロント（営業担当）を兼務した。
2014年のシーズンは1年間、石川ミリオンスターズでプレーし、11試合に登板し、0勝3敗防御率13.29の成績だった。
2015年より、背番号が21から49へ変更となる。同年6月29日、金沢市民球場で行なわれた対富山GRNサンダーバーズ戦において、延長10回の表に登板し無失点で切り抜け、その裏に石川がサヨナラ勝ちしたため、BCリーグ移籍後初勝利（BCリーグ史上初の女性選手の勝利）を挙げた。
2016年2月27日、侍ジャパン女子代表「マドンナジャパン」のトライアウトに参加した。
2016年10月21日、リーグが実施した新規参入球団（栃木ゴールデンブレーブスと滋賀ユナイテッドベースボールクラブ）に対する分配ドラフトで、栃木から指名を受け、石川が保有権を譲渡した。その後、入団が正式に決定し、2017年シーズンを迎えた。しかし、公式戦登板がないまま、2017年6月9日付で「怪我の治療に専念するため」という理由で、練習生契約に変更された。
2017年10月27日、栃木を自由契約で退団することが発表された。

### 退団後
2017年11月21日にブログで栃木県小山市を拠点に新たに設立するエイジェック女子硬式野球部のチームディレクター（監督）就任を発表した。投手および外野手として選手も兼任する。
2018年9月26日にブログで、前年まで所属したリーグであるBCリーグの事務局員である小松原鉄平との結婚を報告した。夫の小松原は2020年より、リーグの福井ワイルドラプターズ（福井ミラクルエレファンツが改称）の球団社長を務めた。小松原によると、交際は選手としてともに所属していた兵庫ブルーサンダーズ時代に始まり、2020年の時点では結婚してから一度も同居したことがないという。また同年からは広橋公寿が監督に就任するため、吉田は選手兼任コーチとなる。
2022年1月10日、メジャーリーグベースボール機構は、女性のレイチェル・バルコベックがニューヨーク・ヤンキース傘下1Aチーム監督に就任したことを記念して公式ウェブサイト上で「球界のバリアを壊した女性」("These women broke barriers in baseball")の特集記事を掲載し、その一人として吉田が取り上げられた。
メジャー再挑戦のために、2023年6月から8月にかけて開催されるアメリカの独立リーグ・エンパイアリーグでプレーし、10試合で1勝0敗、防御率16.20。この渡米の際に、MLBのナックルボーラーであるティム・ウェイクフィールドに18歳時以来となる対面を果たし「今も野球を続けているんだね。これからもずっと投げ続けてほしい」という言葉を贈られた。その後8月に帰国しエイジェックへ戻る。
2024年11月1日にエイジェック女子硬式野球部からの退部を発表した。その後11月12日に神奈川県に兄が設立した野球塾「tsuzuki BASE」に勤めることをインスタグラムで発表した。この背景には地元の神奈川県に女子野球チームを作って「恩返し」をしたいという意識が以前からあったという (なおこの時点で競技継続を希望している)。

## プレースタイル
2010年まではサイドスローから、最速101km/hのストレートと80km/h台のナックルボールとカーブを投げていた。遠投70m。50m走は8秒。
2011年からは投球フォームをスリークォーターに変更しており、球種もカーブ、シュート、ナックルボールと多彩になっている。また、以前のようなフルタイム・ナックルボーラーではなくなり、カーブ、シュートを主体とした投球スタイルとなっている。また、球速は最速113km/hまで向上した。
2016年2月に開催された侍ジャパン女子代表トライアウトでは、投球練習でナックルボールの精度が悪かったため、ストレートとカーブだけでテストに臨んだ。

## 親族
私生活では前記のように福井ワイルドラプターズ元社長の小松原鉄平と結婚したが、その夫の実妹はフィギュアスケート選手の小松原美里で、美里が脳震盪の影響でリンクで滑ることが出来なかった時期に吉田が「焦らないで」とアドバイスしたこともある。

## 詳細情報

### 年度別投手成績
| 年 度     | 球 団     | 登 板 | 勝 利 | 敗 戦 | セ 丨 ブ | 完 投 | 勝 率 | 投 球 回 | 打 者 | 被 安 打 | 被 本 塁 打 | 奪 三 振 | 与 四 球 | 与 死 球 | 失 点 | 自 責 点 | 暴 投 | ボ 丨 ク | 失 策 | 防 御 率 | W H I P |
| --------- | --------- | ----- | ----- | ----- | -------- | ----- | ----- | -------- | ----- | -------- | ----------- | -------- | -------- | -------- | ----- | -------- | ----- | -------- | ----- | -------- | ------- |
| 2009      | 神戸9     | 11    | 0     | 2     | 0        | 0     | .000  | 11.2     | 56    | 11       |             | 4        | 9        | 4        | 7     | 6        | 1     |          |       | 4.63     | 1.71    |
| 2010      | チコ      | 8     | 0     | 4     | 0        | 0     | .000  | 25.2     | 142   | 34       | 4           | 4        | 21       | 15       | 40    | 35       | 4     | 0        | 1     | 12.27    | 2.14    |
| 2011      | チコ      | 1     | 0     | 0     | 0        | 0     | ----  | 2.0      | 15    | 2        | 0           | 0        | 5        | 2        | 3     | 2        | 0     | 0        | 0     | 9.00     | 3.50    |
| 2011      | マウイ    | 1     | 1     | 0     | 0        | 0     | 1.000 | 5.0      | 19    | 4        | 0           | 1        | 3        | 0        | 1     | 1        | 0     | 0        | 0     | 1.80     | 1.40    |
| '11計     | マウイ    | 2     | 1     | 0     | 0        | 0     | 1.000 | 7.0      | 34    | 6        | 0           | 1        | 8        | 2        | 4     | 3        | 0     | 0        | 0     | 3.86     | 2.00    |
| 2012      | 兵庫      | 6     | 1     | 1     | 0        | 0     | .500  | 14.0     | 73    | 17       | 0           | 4        | 15       | 2        | 7     | 6        | 0     | 0        | 0     | 3.86     | 2.29    |
| 2012      | マウイ    | 11    | 4     | 6     | 0        | 0     | .400  | 45.1     | 211   | 41       | 2           | 12       | 28       | 11       | 36    | 28       | 5     | 0        | 0     | 5.56     | 1.52    |
| 2013      | マウイ    | 10    | 2     | 4     | 0        | 0     | .333  | 43.2     | 205   | 35       | 4           | 13       | 24       | 15       | 34    | 29       | 1     |          | 0     | 5.98     | 1.35    |
| 2013      | 石川      | 4     | 0     | 3     | 0        | 0     | .000  | 14.2     | 86    | 18       | 1           | 4        | 19       | 10       | 18    | 17       | 2     | 1        | 1     | 10.43    | 2.61    |
| 2014      | 石川      | 11    | 0     | 3     | 0        | 0     | .000  | 21.0     | 125   | 25       | 3           | 4        | 31       | 11       | 32    | 31       | 1     | 0        | 0     | 13.29    | 2.67    |
| 2015      | 石川      | 8     | 1     | 0     | 0        | 0     | 1.000 | 7.0      | 52    | 18       | 0           | 3        | 10       | 1        | 22    | 19       | 5     | 0        | 1     | 24.43    | 4.00    |
| 2016      | 石川      | 6     | 0     | 1     | 0        | 0     | .000  | 6.1      | 46    | 13       | 2           | 4        | 10       | 5        | 16    | 11       | 1     | 0        | 1     | 15.63    | 3.63    |
| 関西：2年 | 関西：2年 | 17    | 1     | 3     | 0        | 0     | .250  | 25.2     | 129   | 28       |             | 8        | 24       | 6        | 14    | 12       | 1     |          |       | 4.21     | 2.03    |
| GBL：1年  | GBL：1年  | 8     | 0     | 4     | 0        | 0     | .000  | 25.2     | 142   | 34       | 4           | 4        | 21       | 15       | 40    | 35       | 4     | 0        | 1     | 12.27    | 2.14    |
| NAL：2年  | NAL：2年  | 13    | 5     | 6     | 0        | 0     | .455  | 52.1     | 245   | 47       | 2           | 13       | 36       | 13       | 40    | 31       | 5     | 0        | 0     | 5.36     | 1.59    |
| PA：1年   | PA：1年   | 10    | 2     | 4     | 0        | 0     | .333  | 43.2     | 205   | 35       | 4           | 13       | 24       | 15       | 34    | 29       | 1     |          | 0     | 5.98     | 1.35    |
| BCL：4年  | BCL：4年  | 29    | 1     | 7     | 0        | 0     | .125  | 49.0     | 309   | 74       | 6           | 15       | 70       | 27       | 88    | 76       | 9     | 1        | 3     | 13.96    | 2.94    |

### 背番号
- 17 （2009年、2011年（サムライ All Japan））
- 3 （2010年）
- 4 （2011年、2013年、マウイ）
- 5 （2011年、マウイ）
- 20 （2012年）
- 21 （2013年 - 2014年、石川ミリオンスターズ）
- 49 （2015年 - 2024年）

## テレビ出演
- くりぃむクイズ ミラクル9（2013年2月27日、テレビ朝日） - 工藤公康ナインのチーム解答者としてゲスト出演。
- 激レアさんを連れてきた。（2021年2月8日、テレビ朝日）